# 冈野荣太郎
冈野荣太郎（日语： Okano Eitarō，1930年6月14日—2020年11月17日）是日本前短跑运动员，曾代表日本参加1952年夏季奥林匹克运动会短跑比赛。他也曾获得1951年亚洲运动会男子400米和400米栏金牌。

## 生平
在中央大学就读期间参加陆上竞技部。曾代表日本参加1952年夏季奥林匹克运动会短跑比赛。1953年大学毕业后进入每日新聞社工作。曾任东京本社运动部长、事业部长、董事等职。
2020年11月17日9时13分，因蛛网膜下腔出血在东京都的一家医院逝世。